# Indian World
Indian World è il secondo album in studio del gruppo musicale italiano Fleurs du Mal, pubblicato come MiniLP in vinile nel 1994 dalla Toast Records di Torino.

## Descrizione
La registrazione prodotta dai Fleurs du Mal a Roma nello Studio OASI con Ermanno Ghisio Erba e Massimo Terracini effettuata tra maggio e luglio 1992 consisteva originariamente in 13 brani. Solo 6 brani furono scelti, montati e rimasterizzati da Giulio Tedeschi al Minirec di Torino per essere pubblicati dalla Toast Records di Torino in formato MiniLP in vinile nel febbraio 1994. Cinque dei sei brani sono in inglese e uno in italiano.

## Tracce
Testi e musiche di Fleurdumal; edizioni musicali Bassotto Azzurro.
1. Love Bang Band – 5:48
2. Dancing On The Moon – 5:58
3. Swingin' Con Lou Lou (feat. Emilio "Talino" al Sax Contralto) – 3:52
4. Homebound – 5:20
5. Freedom (feat. Emilio "Talino" al Sax Contralto) – 4:43
6. Indian World – 5:52

MiniLP vinile:
Lato A
1. Love Bang Band - 5:48
2. Dancing On The Moon - 5:58
3. Swingin' Con Lou Lou - 3:52

Lato B
1. Homebound - 5:20
2. Freedom - 4:43
3. Indian World - 5:52

Testi e musiche di Fleurdumal

## Formazione

### Gruppo
- Stefano Iguana - voce, chitarra, tastiere, armonica
- Walter Voltolini - basso
- Sergio Sassanelli - batteria e percussioni

### Altri musicisti
- Emilio "Talino" - sax contralto su Swingin' Con Lou Lou e Freedom